# IC 4689
IC 4689 هو اصطدام مجري، يقع في كوكبة الطاووس. اكتشف في 1 أغسطس 1904 .

## روابط خارجية
- IC 4689 على موقع ويكي سكاي: DSS2, SDSS, GALEX, IRAS, Hydrogen α, X-Ray, Astrophoto, Sky Map, Articles and images